# Central Coast Mariners Football Club 2012-2013
Questa voce raccoglie le informazioni riguardanti il Central Coast Mariners Football Club nelle competizioni ufficiali della stagione 2012-2013.

## Divise
| Casa | Trasferta | Terza Divisa, Prima Divisa Portiere |

## Rosa
| N. |                        | Ruolo | Calciatore                 |
| -- | ---------------------- | ----- | -------------------------- |
| 1  | Australia (bandiera)   | P     | Mathew Ryan                |
| 2  | Australia (bandiera)   | A     | Daniel McBreen             |
| 3  | Australia (bandiera)   | D     | Joshua Rose                |
| 4  | Australia (bandiera)   | D     | Predrag Bojić              |
| 5  | Australia (bandiera)   | D     | Zac Anderson               |
| 6  | Paesi Bassi (bandiera) | D     | Patrick Zwaanswijk         |
| 7  | Malta (bandiera)       | C     | John Hutchinson (capitano) |
| 8  | Australia (bandiera)   | C     | Adriano Pellegrino         |
| 9  | Australia (bandiera)   | A     | Bernie Ibini-Isei          |
| 11 | Australia (bandiera)   | C     | Oliver Bozanic             |
| 12 | Australia (bandiera)   | C     | Troy Hearfield             |
| 13 | Australia (bandiera)   | D     | Brent Griffiths            |

| N. |                          | Ruolo | Calciatore          |
| -- | ------------------------ | ----- | ------------------- |
| 14 | Nuova Zelanda (bandiera) | C     | Michael McGlinchey  |
| 16 | Australia (bandiera)     | D     | Trent Sainsbury     |
| 17 | Australia (bandiera)     | C     | Anthony Cáceres     |
| 18 | Scozia (bandiera)        | C     | Nick Montgomery     |
| 19 | Australia (bandiera)     | A     | Mitchell Duke       |
| 20 | Australia (bandiera)     | P     | Justin Paesfield    |
| 21 | Australia (bandiera)     | A     | Mile Sterjovski     |
| 22 | Australia (bandiera)     | D     | Jimmy Oates         |
| 23 | Australia (bandiera)     | A     | Adam Kwasnik        |
| 24 | Australia (bandiera)     | D     | Hayden Morton       |
| 29 | Australia (bandiera)     | A     | Nicholas Fitzgerald |
| 30 | Australia (bandiera)     | P     | David Bradasevic    |

## Calciomercato
| Acquisti | Acquisti            | Acquisti           | Acquisti   |
| R.       | Nome                | da                 | Modalità   |
| -------- | ------------------- | ------------------ | ---------- |
| D        | Zac Anderson        | Gold Coast Utd     | definitivo |
| A        | Mile Sterjovski     | Dalian Aerbin      | definitivo |
| D        | Brenth Griffiths    | Wellington Phoenix | definitivo |
| C        | Nick Montgomery     | Sheffield Utd      | definitivo |
| C        | Nicholas Fitzgerald | Brisbane Roar      | definitivo |

| Cessioni | Cessioni         | Cessioni          | Cessioni                |
| R.       | Nome             | a                 | Modalità                |
| -------- | ---------------- | ----------------- | ----------------------- |
| C        | Stuart Musialik  |                   | svincolato              |
| A        | John Sutton      | Hearts            | fine prestito           |
| D        | Sam Gallagher    | Melbourne Victory | definitivo              |
| C        | Mustafa Amini    | Borussia Dortmund | fine prestito           |
| C        | Brad Porter      |                   | ritirato                |
| D        | Alex Wilkinson   | Jeonbuk Hyundai   | definitivo              |
| D        | Trent McClenahan | Sydney FC         | definitivo              |
| C        | Tom Rogić        | Celtic            | prestito (600 000 AU $) |

## A-League

### Regular Season
| Sydney 6 ottobre 2012, ore 20:45 UTC+10 1 giornata | Western Sydney      | 0 – 0 referto | C.C. Mariners | Parramatta Stadium (10.458 spett.)\| Arbitro: \| Milliner (Brisbane) \| |
| Arbitro:                                           | Milliner (Brisbane) |               |               |                                                                         |

| Arbitro: | Gillett |

|             |           |  |
| McBreen 70’ | Marcatori |  |

| Arbitro: | Williams (Canberra) |

|                                |           |                |
| Griffiths 5’ (rig.) Heskey 60’ | Marcatori | 71’ Ibini-Isei |

| Arbitro: | Beath |

|  |           |           |
|  | Marcatori | 51’ Bojić |

| Arbitro: | Delovski |

|                                                                             |           |                  |
| Rogic 16’, 62’ Ryall 29’ (aut.) McBreen 39’ (rig.), 65’, 67’ McGlinchey 55’ | Marcatori | 8’ Yau 54’ Abbas |

| Arbitro: | Laverdure |

|  |           |             |
|  | Marcatori | 69’ McBreen |

| Arbitro: | Delovski |

|                          |           |                 |
| Nabbout 10’ Milligan 40’ | Marcatori | McBreen 4’, 22’ |

| Arbitro: | Beath |

|                         |           |              |
| Ibini-Isei 4’ Rogic 81’ | Marcatori | 32’ Murdocca |

| Arbitro: | Milliner (Brisbane) |

|                         |           |           |
| Rose 45’ Montgomery 76’ | Marcatori | 17’ Djite |

| Arbitro: | Gillett |

|  |           |                  |
|  | Marcatori | 49’, 66’ McBreen |

| Arbitro: | Lucien Laverdure |

|                |           |  |
| Bojic 50’, 69’ | Marcatori |  |

| Arbitro: | O'Leary (Wellington) |

|             |           |             |
| Sánchez 84’ | Marcatori | 45’ McBreen |

| Arbitro: | Green (Brisbane) |

|             |           |  |
| Emerton 89’ | Marcatori |  |

| Arbitro: | Delovski |

|                |           |  |
| Ibini-Isei 68’ | Marcatori |  |

| Arbitro: | Beath |

|  |           |                  |
|  | Marcatori | 42’, 90’ McBreen |

| Arbitro: | Jarred Gillett |

|            |           |                    |
| Flores 42’ | Marcatori | 78’ (rig.) McBreen |

| Gosford 19 gennaio 2013, ore 19:30 UTC+11 17ª giornata | Central Coast Mariners | 0 – 0 referto | Newcastle Jets | Bluetongue Central Coast Stadium (11.249 spett.)\| Arbitro: \| Milliner (Brisbane) \| |
| Arbitro:                                               | Milliner (Brisbane)    |               |                |                                                                                       |

| Arbitro: | O'Leary (Wellington) |

|                              |           |            |
| Duke 67’, 72’ McGlinchey 88’ | Marcatori | 39’ Bowles |

| Arbitro: | Laverdure |

|                  |           |                           |
| Berisha 47’, 69’ | Marcatori | 8’ McGlinchey 80’ McBreen |

| Arbitro: | Griffiths-Jones |

|                                                         |           |  |
| Ibini-Isei 30’, 86’ Hutchinson 65’ McBreen 69’ Duke 89’ | Marcatori |  |

| Arbitro: | Gillett |

|                     |           |                |
| Dodd 27’ Smeltz 65’ | Marcatori | 13’ Ibini-Isei |

| Arbitro: | Delovski |

|                                                       |           |                                          |
| Duke 18’, 32’ McGlinchey 57’, 87’, 90’ Fitzgerald 81’ | Marcatori | 23’ (rig.) Milligan 68’ (aut.) Sainsbury |

| Arbitro: | Milliner (Brisbane) |

|  |           |            |
|  | Marcatori | 81’ Haliti |

| Arbitro: | Gillet |

|                        |           |  |
| Ryall 25’ Chianese 73’ | Marcatori |  |

| Arbitro: | Milliner (Brisbane) |

|                |           |  |
| Ibini-Isei 34’ | Marcatori |  |

| Arbitro: | Griffiths-Jones |

|  |           |                             |
|  | Marcatori | 4’ McBreen 90+4’ Sterjovski |

| Arbitro: | Gillet |

|                             |           |            |
| McBreen 36’ (rig.) Duke 63’ | Marcatori | 73’ Garcia |

### Semifinale
| Arbitro: | Delovski |

|             |           |  |
| McBreen 42’ | Marcatori |  |

### Grand Final
| Arbitro: | Green |

|  |           |                                   |
|  | Marcatori | 43’ Zwaanswijk 67’ (rig.) McBreen |

## AFC Champions League 2013

### Fase a Gironi
| Gosford 27 febbraio 2013, ore 19:00 UTC+11 1ª giornata | Central Coast Mariners | 0 – 0 [http://www.the-afc.com/en/acl-2013-schedule-results.html?fixtureid=7228&stageid=283&tMode=H&view=ajax&show=matchsummary referto] | Suwon Samsung Bluewings | Bluetongue Central Coast Stadium (4.529 spett.)\| Arbitro: \| Abdulnabi ( Bahrein) \| |
| Arbitro:                                               | Abdulnabi ( Bahrein)   | |                         |                                                                                       |

| Arbitro: | Al Badwawi ( Emirati Arabi Uniti) |

|                             |           |               |
| Domingues 21’, 88’ Kano 67’ | Marcatori | 8’ Zwaanswijk |

| Arbitro: | Balideh ( Qatar) |

|                         |           |                 |
| Bojić 50’ Sainsbury 80’ | Marcatori | 71’ (aut.) Ryan |